# Les Autels-Villevillon
Les Autels-Villevillon é uma comuna francesa na região administrativa do Centro, no departamento Eure-et-Loir. Estende-se por uma área de 10,38 km². Em 2010 a comuna tinha 150 habitantes (densidade: 14,5 hab./km²).